# 2MASS J13153094-2649513
2MASS J13153094-2649513 ist ein L-Zwerg im Sternbild Wasserschlange. Er wurde 2002 von Patrick B. Hall entdeckt.
Er gehört der Spektralklasse L5.5 an. Seine Position verschiebt sich aufgrund seiner Eigenbewegung jährlich um 0,73 Bogensekunden. 